# 红黄蓝三原色
伊顿十二色环是由早期在包豪斯学院任教时的約翰尼斯·伊顿在1920年所著《色彩论》中提出。

伊顿十二色相环（Farbkreis）（1961）

## 影响
提出的红黄蓝三原色奠定了三原色的基础，采用的是和约翰·沃尔夫冈·冯·歌德的理论一样的减色混色方法，对长达100年来的美术等领域的色彩理论造成很大影响。但当时提出的红黄蓝三原色并不完全正确，在现在被改善成了洋红，黄色和青色。而光学三原色为红色，黄色和绿色。